# 橋口一徳
橋口 一徳(はしぐち かずのり、1946年(昭和21年)9月17日 - )は日本の実業家。東京電波元代表取締役社長。常任顧問。

## 略歴
- 1946年9月17日鹿児島県生
- 1965年3月私立鹿児島電子工業高等学校(現鹿児島情報高等学校)卒業
- 1965年4月東京電波入社
- 1968年3月法政大学短期大学部電気通信学科卒業
- 1983年9月東京電波機器㈱技術部長
- 1990年7月東京電波機器製造技術部長
- 1994年6月電子機器事業部長
- 1998年6月取締役電子機器事業部長
- 2000年4月取締役電子機器事業本部長
- 2002年6月常務取締役電子機器事業本部長
- 2004年7月専務取締役電子機器事業本部長
- 2004年8月山東東京電波電子有限公司董事長
- 2005年4月専務取締役電子機器事業本部長兼開発技術本部長
- 2006年6月代表取締役社長[1][2]
- 2013年6月常任顧問[3]